# Morgan Davies
Morgan Davies (Sídney, 27 de noviembre de 2001) es un actor de cine y televisión australiano. Comenzó su carrera como actor infantil.

## Carrera
Davies debutó en el cine como actor infantil en la película australiana The Tree. Interpretó a Madeline en Storm Boy junto a Geoffrey Rush y Jai Courtney.
Protagonizó en 2020 la serie de televisión australiana The End en el papel de un adolescente trans en proceso de transición de género.
En 2023 saltó al estrellato internacional con la serie de Netflix One Piece, adaptación del manga homónimo de Eiichiro Oda, en la cual interpreta al personaje de Koby. El hecho de que un actor trans fuese escogido para dicho rol generó discusión dentro del fandom tras el estreno de la primera temporada, pero en términos generales, el recibimiento por parte de los espectadores y de la crítica fue positivo y la serie fue aplaudida por su reparto inclusivo y por tener representación trans entre sus filas.

## Filmografía

### Cine
| Año  | Título             | Papel          | Notas |
| ---- | ------------------ | -------------- | --- |
| 2008 | Green Fire Envy    | Brittany       | |
| 2010 | The Tree           | Simone         | Nominado – Premio AACTA a Mejor Actor Nominado – AACTA Award for Best Young Actor Nominado – Film Critics Circle of Australia Award – Best Supporting Actor – Female |
| 2011 | The Hunter         | Sass Armstrong | Nominateo – AACTA Award for Best Actress in a Supporting Role Film Critics Circle of Australia Award - Best Performance by a Young Actor                             |
| 2011 | Julian             | Cassandra      | Cortometraje |
| 2013 | Growing Up         | Carey          | Cortometraje |
| 2014 | Kharisma           | Kharisma       | Cortometraje |
| 2014 | Breath             | Samantha       | Cortometraje |
| 2015 | The Boyfriend Game | Tomika         | Cortometraje |
| 2015 | Hench              | Scatter Shot   | Cortometraje |
| 2019 | Calliope's Prelude |                | Cortometraje |
| 2019 | Storm Boy          | Madeline       | |
| 2023 | Evil Dead Rise     | Danny          | película |

### Televisión
| Año  | Título                    | Papel          | Notas        |
| ---- | ------------------------- | -------------- | ------------ |
| 2011 | Terra Nova                | Leah Marcos    | 2 episodios  |
| 2014 | Devil's Playground        | Bridie Allen   | 6 episodios  |
| 2017 | The Girlfriend Experience | Kayla          | 7 episodios  |
| 2020 | The End                   | Oberon Brennan | 10 episodios |
| 2023 | One Piece                 | Koby           | 8 episodios  |

## Premios
- 2010 AFI Young Actor Award (The Tree) – Nominado
- 2010 AFI Best Actress Award (The Tree) – Nominado
- 2011 Film Critics Circle of Australia Award – Best Supporting Actor – Female (The Tree) – Nominado[4]
- 2012 Film Critics Circle of Australia Award – Best Performance by a Young Actor (The Hunter) – Nominado
- 2012 AACTA Award for Best Actress in a Supporting Role (The Hunter) – Nominado

## Recepción
El periódico Calgary Herald reconoció su emotiva actuación en The Tree mientras que  Julie Bertuccelli, directora de The Tree, alabó su actuación describiéndola como "fantástica".